# William Press
William Press (n. 29 ianuarie 1881, Greater London, Anglia, Regatul Unit al Marii Britanii și Irlandei – d. secolul al XX-lea) a fost un luptător ce a reprezentat Regatul Unit al Marii Britanii și al Irlandei de Nord, medaliat olimpic. A participat la o ediție a Jocurilor Olimpice (1908) în care a câștigat o medalie de argint.

## Participări
Lista de mai jos prezintă principalele competiții la care a participat William Press de-a lungul carierei.
- wrestling at the 1908 Summer Olympics – men's freestyle bantamweight[*]